# Yannarit Sukcharoen
Yannarit Sukcharoen (thailändisch ญาณฤทธิ์ สุขเจริญ, * 20. Januar 1998) ist ein thailändischer Fußballspieler.

## Karriere
Yannarit Sukcharoen stand bis Ende 2017 beim Bangkok FC unter Vertrag. Der Verein aus der thailändischen Hauptstadt Bangkok spielte in der zweiten Liga, der Thai League 2. Ende 2017 stieg er mit dem Verein in die dritte Liga ab. Nach dem Abstieg verließ er Bangkok und ging nach Udon Thani, wo er sich dem Zweitligisten Udon Thani FC anschloss. Im Juni 2018 wurde sein Vertrag aufgelöst. Von Juni 2018 bis Dezember 2019 war er vertrags- und vereinslos. Von Januar 2020 bis Juni 2020 stand er beim Zweitligisten Ayutthaya United FC unter Vertrag. Der Bangkoker Zweitligist Kasetsart FC nahm ihn am 1. Juli 2020 unter Vertrag. Für den Hauptstadtverein absolvierte er fünf Zweitligaspiele. Im Januar 2021 verpflichtete ihn der in der ersten Liga spielende Rayong FC. Am Ende der Saison 2020/21 musste er mit dem Verein aus Rayong als Tabellenletzter in die zweite Liga absteigen. Nach dem Abstieg verließ er den Verein und schloss sich dem Zweitligisten Customs Ladkrabang United FC aus Samut Prakan an. Für die Customs bestritt er 17 Zweitligaspiele. Nach der Saison wurde sein Vertrag nicht verlängert. Im August 2022 unterschrieb er einen Vertrag beim Drittligisten Chanthaburi FC. Mit dem Klub aus Chanthaburi spielte er in der Eastern Region der Liga. Am Ende der Saison 2022/23 wurde er mit Chanthaburi Vizemeister der Region und stieg anschließend in die zweite Liga auf. Nach insgesamt 58 Ligaspielen, in denen er einen Treffer erzielte, wechselte er Ende Dezember 2024 zu dem ebenfalls in der zweiten Liga spielenden Bangkok FC.

## Sonstiges
Yannarit Sukcharoen ist der Zwillingsbruder von Yannasit Sukchareon.